# Dimbach, Perg
Dimbach là một đô thị ở huyện Perg thuộc bang Oberösterreich, Áo. Đô thị Dimbach, Perg có diện tích 31,4 km², dân số thời điểm năm 2006 là 1083 người.